# Favorite Song
"Favorite Song" là một bài hát của nữ ca sĩ kiêm sáng tác người Mỹ Colbie Caillat. Bài hát được Ryan Tedder sản xuất và sáng tác cùng chính Caillat. Bài hát còn có sự góp mặt của nam rapper người Mỹ Common và được phát hành vào ngày 8 tháng 5 năm 2012, dưới dạng đĩa đơn thứ 3 trích từ album phòng thu thứ ba của Caillat mang tên All of You (2011). Về phần nhạc lý, đây là một bài hát đệm bằng đàn guitar, với tiết tấu mang hơi hướng hip-hop và phần lời nhạc nói về việc phải lòng một ai đó và khao khát sự đồng cảm từ phía đối phương.
Bài hát nhận được nhiều đánh giá trái chiều, khi nhiều nhà phê bình đề cao bài hát này vì "phần rung cảm đậm chất mùa hè", nhưng số khác lại không đồng tình về phần góp mặt của Common và phần điệp khúc của bài hát. Họ đã trình diễn bài hát này lần đầu tiên trên chương trình The Ellen DeGeneres Show. Một video âm nhạc cho bài hát cũng được phát hành vào ngày 3 tháng 5 năm 2012.

## Bối cảnh phát hành và kết cấu bài hát

### Bối cảnh phát hành
"Tôi luôn yêu mến âm nhạc của Common trong nhiều năm liền", Caillat chia sẻ về sự kết hợp kì lạ của họ. Họ gặp nhau lần đầu tại một sự kiện nhỏ của Giải Grammy năm 2009 và sau đó có ý định hợp tác cùng nhau. "Anh ấy lúc đó đang chuẩn bị hát bài 'The Light' và cần một nữ ca sĩ [hát phần điệp khúc] và tôi cứ như là, 'Tôi biết lắm mà!' Sau đó anh ấy cứ như là, 'Tôi yêu các bài hát và giọng hát của cô'. Chúng tôi mất đến khoảng 1 năm để thực hiện cùng nhau, nhưng nó đã thành công hơn sức mong đợi của tôi."

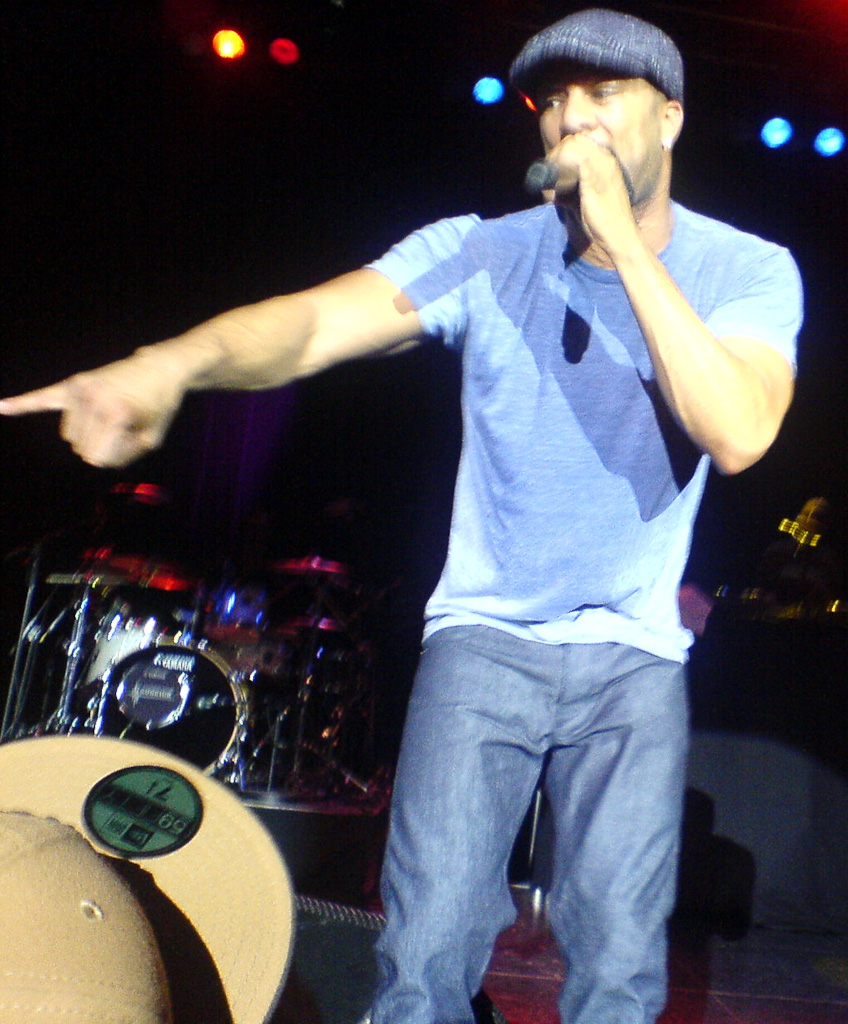
Nam nghệ sĩ hip-hip Common có góp mặt trong bài hát này.

Trên trang mạng của hãng Universal Republic, một cuộc bình chọn để xác định đĩa đơn thứ ba trích từ album này được mở ra. Cô thông báo "Favorite Song" là bài hát chiến thắng và vào ngày 6 tháng 4, Caillat và Common trình diễn bài hát này cùng nhau lần đầu tiên trên chương trình The Ellen DeGeneres Show.

### Kết cấu
"Favorite Song" có phần đệm bằng tiếng guitar suốt bài hát. Bài hát được Ryan Tedder sản xuất và chắp bút cùng với chính Caillat, với sự xuất hiện của nam rapper người Mỹ Common. Bài hát này là một trong những sản phẩm mang âm điệu khác lạ của Caillat, với nhịp điệu hip-hop trải dài. Lời bài hát nói về việc phải lòng một ai đó và khao khát sự đồng cảm từ phía đối phương.

## Đánh giá chuyên môn
Bill Lamb đánh giá ca khúc này trên About.com một cách vô cùng tích cực khi mô tả bài hát "tuơi sáng, đầy hơi thở mùa hè, và hoàn toàn quyến rũ". Mike Diver từ BBC Music cho rằng bài hát sở hữu "một phong cách theo kiểu Bruno Mars cùng nhịp điệu tuơi tắn của mùa hè..." Kyle Anderson từ tờ Entertainment Weekly cũng cho một đánh giá tích cực về bài hát này. Melinda Newman từ HitFix viết rằng "cô ấy khiến mọi thứ sôi động lên đôi chút cùng bài hát này và phần rap cộc cằn của Common đã thêm phần chứng tỏ độ hoàn hảo của giọng hát mượt mà và có phần gợi lại từ Sheryl Crow của Caillat." Trent Fitzgerald cũng cho một bài đánh giá tích cực trên "Pop Crush", khi khẳng định rằng "bài hát ngắn ngủi đầy ẩn dụ của người đã hai lần giành giải Grammy, có bao gồm những âm điệu từ guitar điện và phần ca từ dễ chịu." Ông cũng viết thêm "đây là bản ballad đầy ánh nắng hoàn hảo cho dịp hè đến và sẽ được đón nhận nồng hậu trên Hot Adult Contemporary radio." Michelle Thompson cũng đồng quan điểm khi chia sẻ trên The Tune rằng bài hát thật sự "nổi bật cùng với giai điệu gây nghiện và đoạn nhạc bắt tai, đây là bài hát sẽ khiến bạn không ngừng nhún nhảy và có thể sẽ ám ảnh bạn trong suốt một thời gian dài."
Một bài đánh giá mang tính tiêu cực hơn do Tạp chí Slant ghi nhận có nói rằng "sự xuất hiện của Common trong bài hát 'Favorite Song' vẫn là một thất bại như mọi lần" và cho rằng "bài hát này nhạt nhòa như tất cả các bài hát còn lại trong album và đoạn guitar thì chỉ đơn thuần như là một trò đùa cợt. Chưa kể đến phần điệp khúc thô ráp một cách đáng buồn cười..." Sputnikmusic cũng cho một đánh giá tiêu cực khi cho rằng "Caillat bịa ra đoạn điệp khúc sến súa nhất mà cô từng có và còn chưa kể đến sự xuất hiện một cách không liên quan của Common. Điều làm ta gợi nhớ đến những bài hát xưa cũ của Radio Disney, khi chúng bắt chước những giai điệu của những bài hát ăn khách khác, vô tình khiến chúng trở nên sến súa thêm ngàn lần... Không cần phải nói thêm nữa, cuộc thử nghiệm của Colbie ở dòng nhạc hip-hop đã kết thúc trong vô vọng."  Andrea Hinton từ Stanford Daily cho rằng "Caillat gần như thét lên trong đoạn điệp khúc chói tai và cùng với sự đóng góp gần như không thể nào tin được từ rapper Common, đây có vẻ như là bài hát "lạc lối" nhất trong album."

## Xếp hạng
Bài hát mở đầu tại vị trí thứ 40 trên Adult Pop Songs. Mà sau cùng đã đạt tới vị trí thứ 21.

## Video âm nhạc

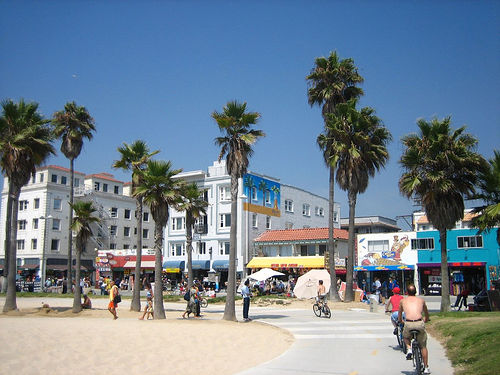
Video âm nhạc được ghi hình tại bãi biển Venice,California.

Video âm nhạc cho bài hát được ghi hình vào ngày 29 tháng 3 năm 2012 tại bãi biển Venice, California. Caillat cũng đăng tải một tấm hình của cô và Common tại nơi ghi hình video này. Video được trình làng vào ngày 2 tháng 5 năm 2012.

## Bảng xếp hạng
| Bảng xếp hạng (2012)                 | Thứ hạng cao nhất |
| ------------------------------------ | ----------------- |
| Hoa Kỳ Adult Pop Airplay (Billboard) | 21                |